# Golfo di Corinto
Il golfo di Corinto (in greco Κορινθιακός Κόλπος?, Korinthiakós Kólpos) è quella parte del Mar Ionio che separa il Peloponneso dal resto della Grecia continentale. Il golfo propriamente detto è delimitato ad ovest dallo stretto di Rion, che lo separa dal golfo di Patrasso nel punto in cui sorge il ponte Rion Antirion, e ad est dall'istmo di Corinto; per mezzo del canale di Corinto comunica col Mar Egeo. Le principali città che si affacciano sul golfo sono Corinto e Lepanto.
Il golfo si è formato lungo un rift tra due placche tettoniche e continua ad allargarsi di circa 30 mm all'anno. La zona del golfo di Corinto è a notevole rischio sismico. Ai tempi della Grecia ottomana, il golfo fu noto come "golfo di Lepanto" e nelle sue acque avvenne la terza battaglia di Lepanto, in cui fu distrutta la flotta turca. Un'altra battaglia navale che ebbe luogo nel golfo fu quella tra i russi e i turchi nel 1772.